# Ibohamane
Ibohamane este o comună rurală din departamentul Keita, regiunea Tahoua, Niger, cu o populație de 61.018 locuitori (2001).